# Deir Turmanin
Koordinaten: 36° 14′ 0″ N, 36° 49′ 0″ O
Deir Turmanin, auch Turmanin, Der Termanin; war eine frühbyzantinische Siedlung im Gebiet der Toten Städte im Nordwesten von Syrien. Die fast völlig verschwundene Klosterkirche vom Ende des 5. Jahrhunderts gehörte zu den prächtigsten Bauwerken der Region.

## Lage

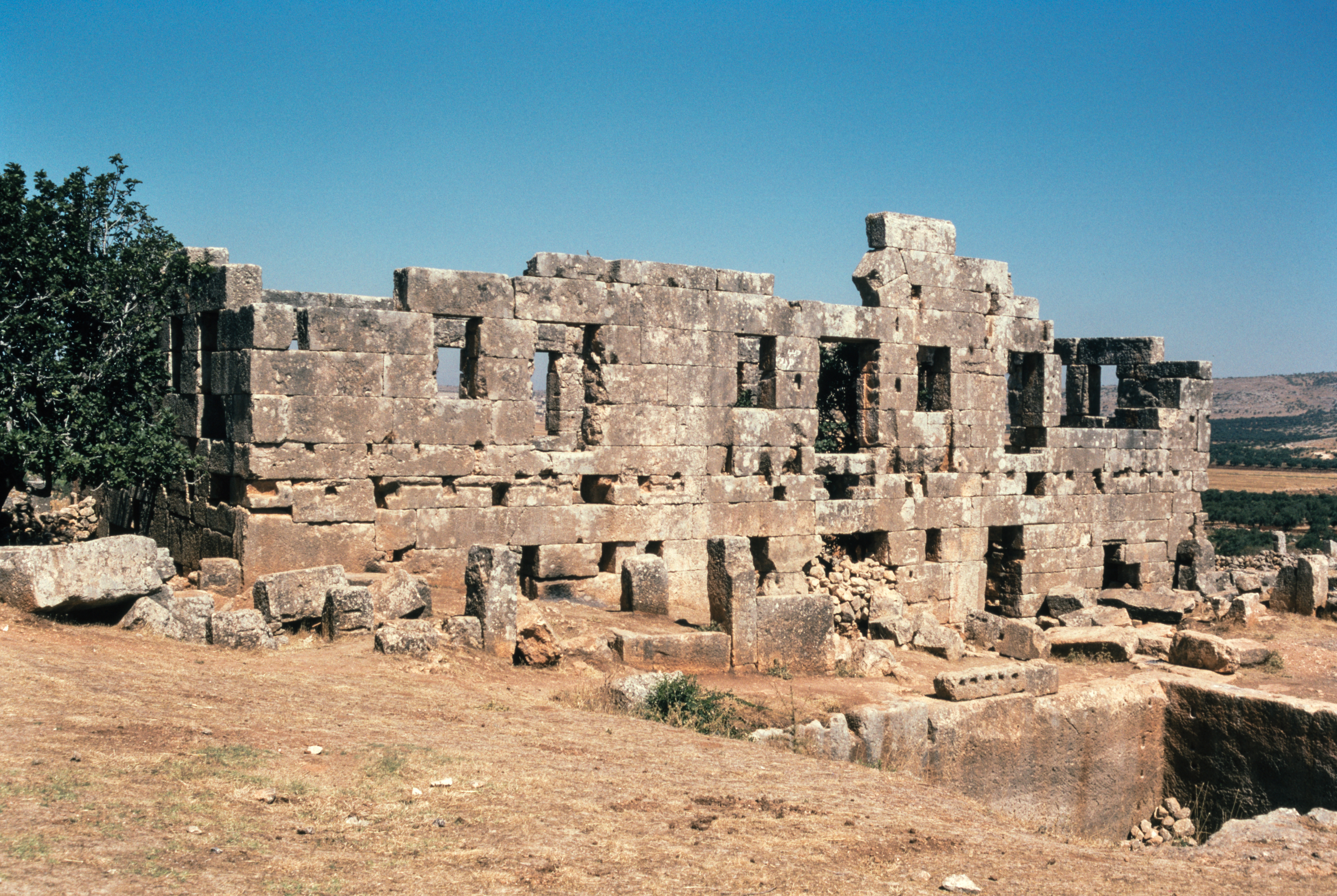
Ostseite des Dormitoriums von Südosten, davor eine Zisterne

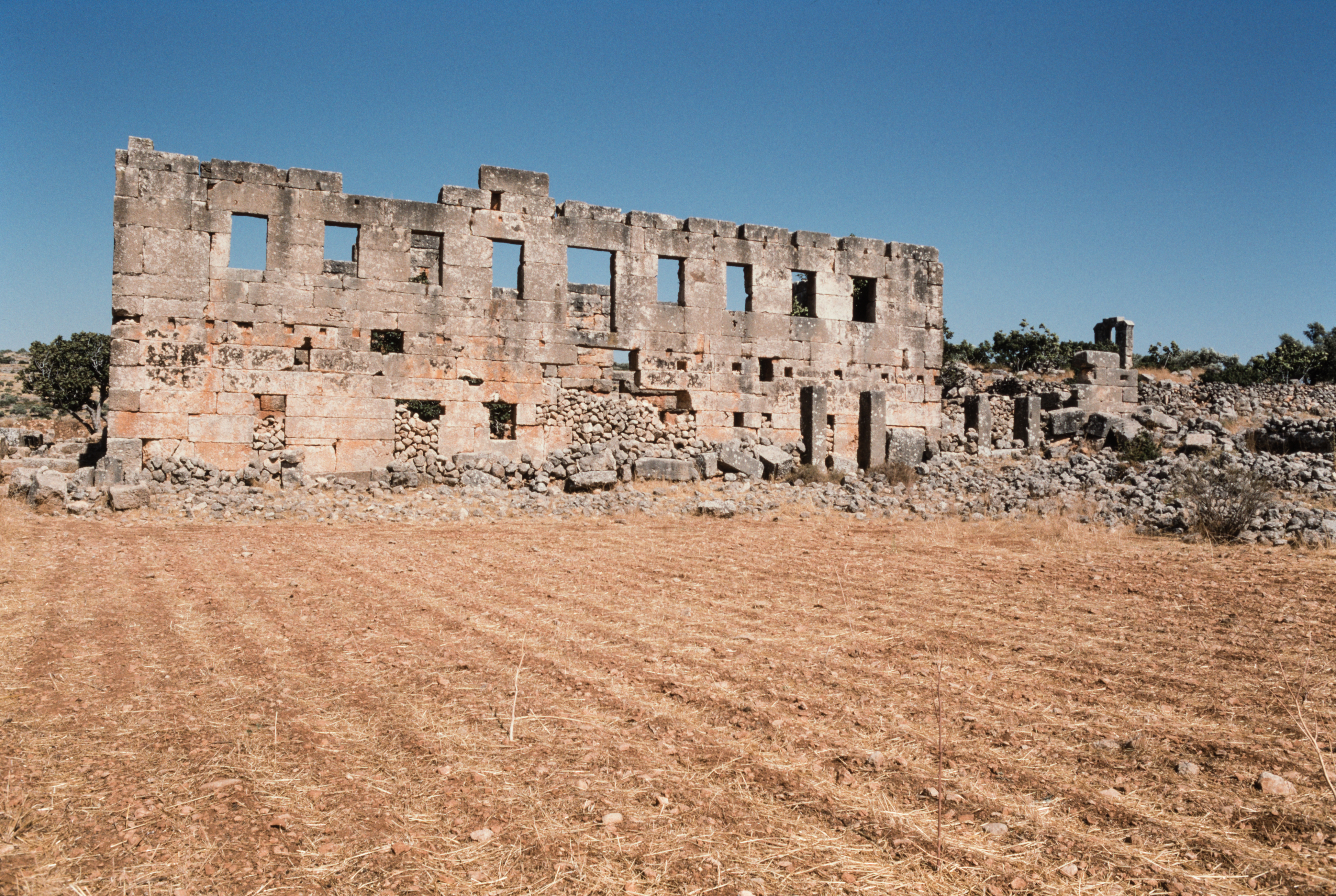
Westseite des Dormitoriums von Nordwesten. Rechts (südlich) davon Reste der Kirche: In der Mitte des Steinhaufens ist ein aufgestellter Fensterbogen der ehemaligen Südfassade zu erkennen.

Deir Turmanin liegt im Gouvernement Idlib nördlich der Hauptstraße, die von Aleppo nach Westen zum türkischen Grenzübergang Bab al-Hawa führt. Die Straße verläuft wie zur römischen Zeit durch die Ebene von Dana, die im Süden von den karstigen Hügeln des Dschebel Barisha und im Norden des Dschebel Halaqa begrenzt wird, die beide Teil des nordsyrischen Kalksteinmassivs sind. Deir Turmanin liegt auf 428 Meter Höhe im Nordosten dieser landwirtschaftlich genutzten Ebene, fünf Kilometer östlich von Dana (Nord) und etwa elf Kilometer südlich der frühbyzantinischen Klosterstadt Deir Seman. Die Reste der antiken Siedlung befinden sich etwas erhöht am Rand von Getreidefeldern außerhalb des modernen Dorfes.

## Ortsbild und Geschichte
Die Gegend war bereits in römischer Zeit besiedelt, wie ein in Dana erhaltenes Grabmonument aus dem 2. Jahrhundert n. Chr. zeigt. Wenige Kilometer südöstlich von Deir Turmanin ist ein Abschnitt der römischen Straße zwischen Aleppo und Antiochia zu sehen. Der Ort erlebte seine Blütezeit vom 4. bis zum 7. Jahrhundert. Im Zentrum stand ein Klosterkomplex mit einer Kirche und mehreren Wohn- und Nebengebäuden. Die Außenwände von einem dieser großen, aus Kalksteinquadern ohne Mörtel gemauerten Gebäude sind bis in die zweite Geschosshöhe erhalten. Sie zeigen das ehemalige Dormitorium des Klosters in einem ländlichen, einfachen Stil und mit rechteckigen, unprofilierten Fensteröffnungen. Angebaute Vorhallen ruhten auf massiven Pfeilern. Das Dormitorium grenzte im Norden an die Basilika. Kleinere Mauerreste blieben weiter nördlich und westlich der Basilika erhalten.

## Basilika

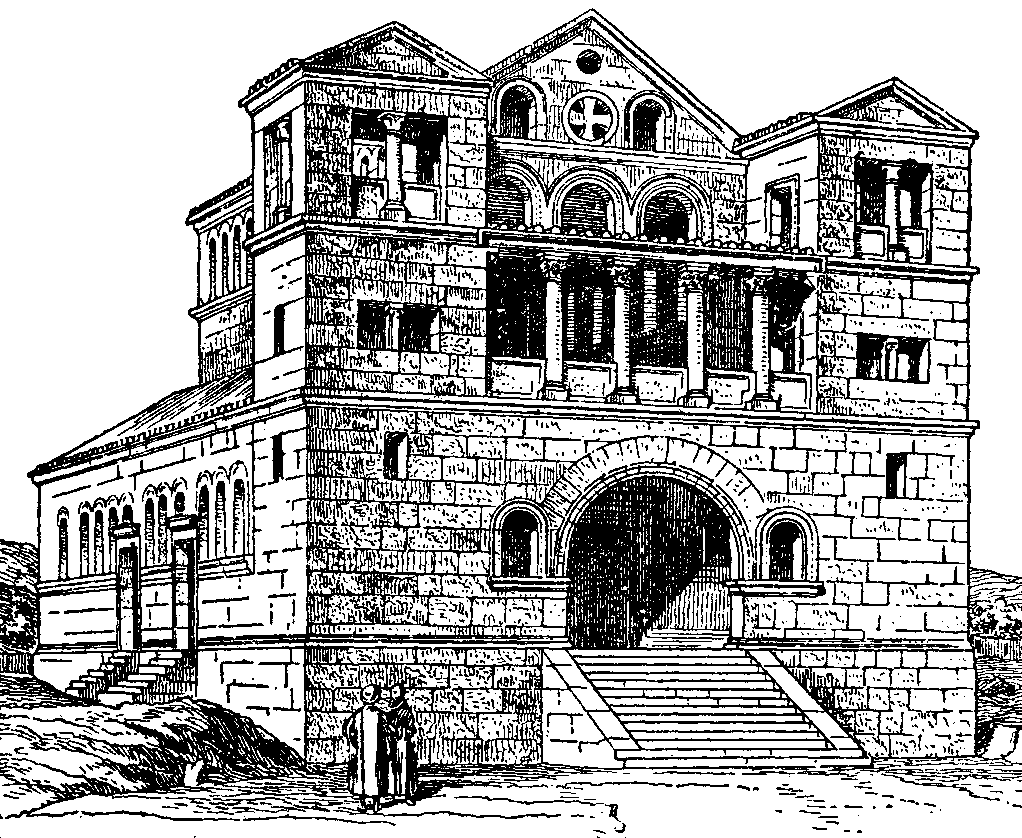
Doppelturmfassade des Westgiebels, erstveröffentlicht von de Vogüé, 1877

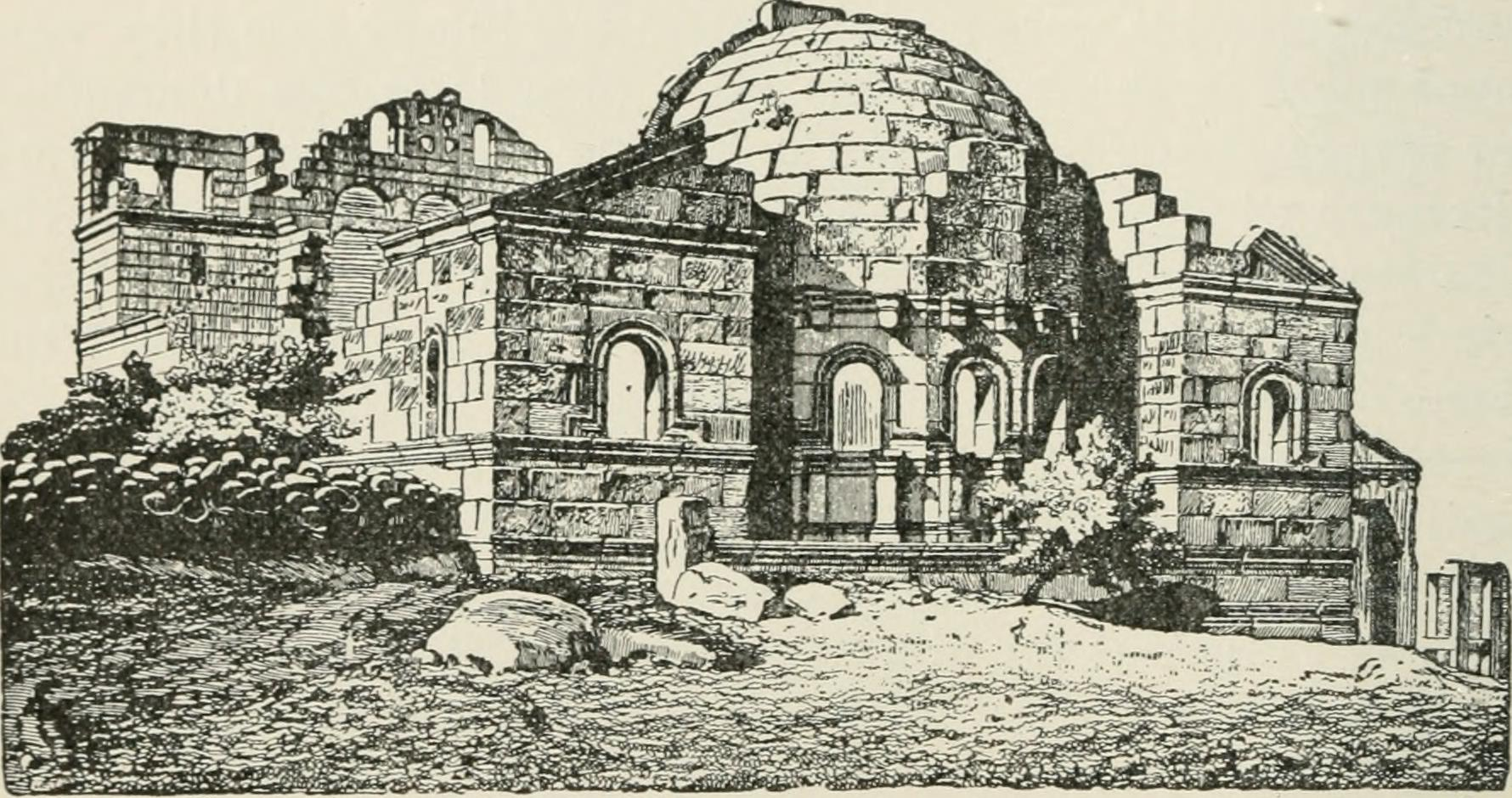
Ostseite mit Apsis, 1901

Deir Turmanin wird nicht wegen dieser noch sichtbaren Reste in der Fachliteratur erwähnt, sondern wegen seiner Basilika aus dem Ende des 5. Jahrhunderts, die für die Entwicklung des syrischen Kirchenbaus eine wichtige Rolle spielte. Als Howard Crosby Butler um 1900 im Rahmen einer Expedition der amerikanischen Princeton University den Ort besuchte, fand er so gut wie keine Trümmer mehr. Die Kenntnis von dieser Kirche beruht auf der Beschreibung von Melchior Comte de Vogüé, der in den 1860er Jahren das Gebäude in fast vollständig erhaltenem Zustand vorgefunden hatte. Zu dem, was mit der Kirche in der Zwischenzeit geschehen ist, gibt es keine gesicherten Quellen. Die Kirche gehörte mit der wenige Jahre zuvor (um 470) fertiggestellten Weitarkadenbasilika von Qalb Loze und der an dieser orientierten größten Pilgerkirche von Qal’at Sim’an (Simeonskloster) zum nördlichen Kernbereich, der für die Entwicklung des syrischen Kirchenbaus maßgeblich war.
Die dreischiffige Säulenarkadenbasilika besaß in jeder Reihe sechs Säulen, die Rundarkaden trugen. Zumindest eines der Säulenkapitelle am Obergaden war als Korbkapitell ausgebildet, das mit seinem senkrecht verlaufenden, rautenförmigen Muster mit einem kesselförmigen Umriss an einen Fruchtkorb erinnern sollte. Die Übergänge erfolgen oben und unten durch Flechtbänder. Diese Art eines Korbkapitells dürfte mesopotamischen Ursprung haben. Die Arkaden endeten an der westlichen Eingangsseite und am Triumphbogen der Apsis in tragenden Pilastern.
Während die Rundapsis an der gut erhaltenen Kirche von Qalb Loze frei aus der Ostwand hervorragt, war in Deir Termanin eine sehr selten anzutreffende polygonale (fünfeckige) Apsis zwischen seitlichen rechteckigen Apsisnebenräumen eingeschlossen. Solche risalitartig vortretenden Apsisnebenräume gab es auch bei der zeitgleichen Phokas-Kirche von Basufan. Für die drei großen Kathedralen, Qalb Loze, Deir Turmanin und Qal'at Sim'an sind an der Außenwand der Apsis zwischen den Fenstern vorgestellte Säulen typisch, die das Kranzgesims trugen. Die Säulen erfüllten an diesen Bauten eine dekorative und statische Funktion. In bewusster Nachahmung dieses Stils griffen einige kleinere Kirchen diese Säulenanordnung auf, wobei sie dort eher bemüht wirkt und gestalterisch weniger Sinn ergibt. Ein Beispiel ist die Rundapsis an der Südkirche von Bankusa und die Basilika (Nordkirche) von Deir Seta, bei welcher zwölf kleine Säulen sogar an einer geraden Ostwand auftauchten. Beide liegen im Gebiet des Dschebel Barisha.
Der nördliche Apsisnebenraum war durch eine Rundbogenöffnung mit dem Seitenschiff verbunden, was auf die Funktion als Martyrion (Reliquienkammer) hinweist; der südliche Nebenraum diente den Geistlichen als Diakonikon, er war nur über eine Tür vom Seitenschiff aus erreichbar. Die Kirche besaß an der nördlichen und südlichen Längsseite je zwei Eingänge und ein weiteres Portal in der Mitte der westlichen Giebelseite. Dort war ein dreiteiliger Narthex vorgebaut, mit  seitlichen, die Dächer der Seitenschiffe überragenden Türmen. Eine solche, prachtvoll gestaltete Doppelturmfassade besaßen im Gebiet der Toten Städte nur noch Qalb Loze und im südlich gelegenen Dschebel Zawiya die Bizzoskirche von Ruweiha. Für das Hauran-Gebiet gilt eine Doppelturmfassade an der verschwundenen fünfschiffigen Kirche von As-Suwaida als gesichert, für einige weitere Kirchen gibt es lediglich Vermutungen. Außerhalb Syriens wird Deir Turmanin als Vorbild für die wahrscheinlich im 6. Jahrhundert entstandene Basilika von Jereruk in Nordarmenien angeführt.
Die repräsentativen Ecktürme sind an Kirchen die Neugestaltung eines Grundgedankens, der sich in der Region über griechisch-römische Tempel- und Palastfassaden auf das hethitische Hofhaus Hilani zurückführen lässt. Zur vollen Entfaltung kam die Doppelturmfassade in der europäischen Romanik.